# Oleica fioletowa
Oleica fioletowa, oleica fiołkowa (Meloe violaceus) – gatunek chrząszcza z rodziny oleicowatych. Występuje w Europie, Afryce Północnej i umiarkowanej strefie Azji.

## Morfologia
Chrząszcz o ciele długości 10–32 mm. Ubarwienie ma czarne z silniejszym lub słabszym połyskiem niebieskim do fioletowego, rzadziej jest ono całkiem czarne. Czułki samca mają człony od piątego do siódmego rozszerzone, spłaszczone, a ten ostatni ponadto wygięty. U samic człony te są walcowate. Punktowanie głowy i przedplecza jest płytsze, drobniejsze i rzadsze niż u oleicy krówki. Szerokość głowy jest większa niż przedplecza. Jej ciemię jest słabiej wypukłe niż u M. autumnalis. Przedplecze jest spłaszczone, niewiele dłuższe niż szerokie, o tępych kątach tylnych i lekko wyciętej krawędzi nasadowej. Punkty średniej wielkości na przedpleczu rozmieszczone są nieregularnie i nie tworzą skupisk. Pokrywy są miękkie, szersze od przedplecza, skrócone, lekko przy nasadzie nachodzące na siebie, a ku wierzchołkom rozchylone. Rzeźba pokryw składa się z drobnych zmarszczek, mniejszych niż u oleicy krówki; brak jest wyraźnych dołków jak u M. autumnalis. Mikrorzeźba pokryw jest niemal matowa. Wierzchołki pokryw są słabiej zaokrąglone niż u oleicy krówki. Skrzydeł tylnej pary brak zupełnie. Odnóża ostatniej pary mają biodra wydłużone, dwukrotnie dłuższe niż szersze, a golenie o ostrodze wierzchołkowej zewnętrznej dłuższej i grubszej od wewnętrznej. Odwłok jest duży, zwłaszcza u samic silnie rozdęty.

## Biologia i ekologia
Oleica jest powolna w ruchach, a jej ochroną jest trująca, oleista ciecz wylewana w momencie zagrożenia.

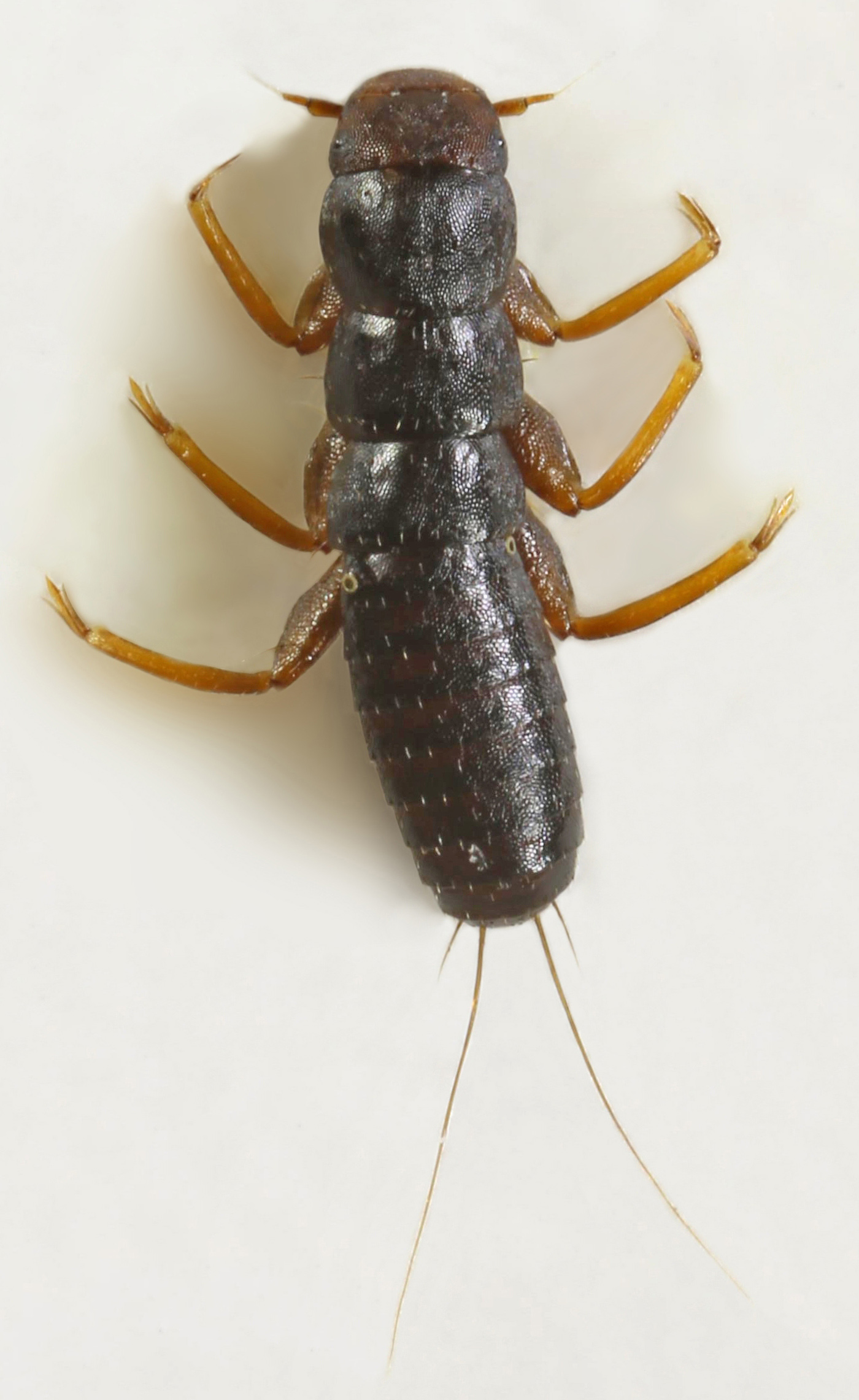
Trójpazurkowiec (larwa)

Jedna samica składa do 10 000 jaj. Składanie tak dużej ilości jaj jest wymuszone skomplikowanym cyklem rozwojowym tego owada. Ze złożonych w ziemi jaj wykluwają się larwy, które wspinają się na kwitnące rośliny zielne. Tam żywią się pyłkiem i czekają na żywicieli – głównie dzikie pszczoły. Przyczepiają się do odnóży pszczół i w ten sposób trafiają do ich gniazda. W gnieździe larwy zjadają pszczele jaja i zajmują ich miejsce jedząc dalej nektar i pyłek przynoszony przez pszczoły. Po kilku wylinkach larwy przekształcają się w nibypoczwarki, a następnie poczwarki i ostatecznie w postać dorosłą (hipermetamorfoza). Tak skomplikowany cykl rozwojowy powoduje, że tylko z nielicznych jaj powstają osobniki dorosłe, które z kolei odżywiają się zielonymi częściami roślin. Imago występują od kwietnia do czerwca, preferują obszary trawiaste, skraje suchszych lasów i zarośli.

## Rozprzestrzenienie
Gatunek palearktyczny. W Europie znany jest z Portugalii, Hiszpanii, Andory, Irlandii, Wielkiej Brytanii, Francji, Belgii, Niemiec, Szwajcarii, Liechtensteinu, Austrii, Włoch, Danii, Szwecji, Norwegii, Finlandii, Estonii, Łotwy, Litwy, Polski, Czech, Słowacji, Węgier, Białorusi, Ukrainy, Mołdawii, Rumunii, Bułgarii, Chorwacji, Bośni i Hercegowiny, Czarnogóry, Serbii, Albanii, Macedonii Północnej, Grecji oraz europejskiej części Rosji. Na kontynencie tym sięga na północ daleko poza koło podbiegunowe. 
W Afryce Północnej zamieszkuje Maroko i Algierię. W Azji stwierdzono jego występowanie w Gruzji, Azerbejdżanie, Armenii, Turcji, na Syberii Zachodniej i Wschodniej, Rosyjskim Dalekim Wschodzie, w Kazachstanie, Turkmenistanie, Uzbekistanie, Tadżykistanie, Kirgistanie, Iranie i północnych Indiach
W Polsce jest najpospolitszym przedstawicielem rodzaju, rozmieszczonym od nizin do wysokości około 1500 m n.p.m.